# 王如珩
王如珩，顺天宛平县人，清朝政治人物。贡生出身。
历任盐大使。乾隆三年五月，清朝創建豐順縣。王如珩擔任首任廣東省潮州府豐順縣知縣，于十二月二十一日署任，四年九月奉文引见离任。后由張薰接任。乾隆六年三月十一日回任，实授任事。后由黃以弁接任。八年六月十三日调补廣州府南海縣知縣。后由萬紹祖接任。